# كويتشوفتسي
كويتشوفتسي (بالبلغارية: Койчовци)‏ قرية تقع إدارياً ضمن تريافنا في بلغاريا. ويبلغ عدد سكانها 4 نسمة حسب تعداد 15 مارس 2015. تعتمد كويتشوفتسي للبريد على الرمز البريدي 5350.